# 本·戈德法登
本杰明·保罗·戈德法登（英語：Benjamin Paul Goldfaden，1913年9月6日—2013年3月25日），美国NBA联盟前职业篮球运动员。